# Lilla Kroktjärnen (Östervallskogs socken, Värmland)
Lilla Kroktjärnen är en sjö i Årjängs kommun i Värmland och ingår i Göta älvs huvudavrinningsområde. Sjön är 13 meter djup, har en yta på 0,43 kvadratkilometer och är belägen 177,1 meter över havet. Sjön avvattnas av vattendraget Fårnåsälven (Kroksälven). Vid provfiske har abborre, gädda, mört och siklöja fångats i sjön.

## Delavrinningsområde
Lilla Kroktjärnen ingår i det delavrinningsområde (661554-128281) som SMHI kallar för Utloppet av Sandsjön. Medelhöjden är 223 meter över havet och ytan är 5,75 kvadratkilometer. Det finns ett avrinningsområde uppströms, och räknas det in blir den ackumulerade arean 19,91 kvadratkilometer. Fårnåsälven (Kroksälven) som avvattnar avrinningsområdet har biflödesordning 4, vilket innebär att vattnet flödar genom totalt 4 vattendrag innan det når havet efter 285 kilometer. Avrinningsområdet består mestadels av skog (81 procent). Avrinningsområdet har 0,42 kvadratkilometer vattenytor vilket ger det en sjöprocent på 7,3 procent.